# A2 (папір)

A2 — третій за розміром формат серії А, що складає половину площі формату A1

A2 — формат паперу, визначений стандартом ISO 216, серії А. Його розміри — 420×594 мм, що складає площу 0,25 (0,24948) м². Використовується для креслень, виготовлення поліграфічної продукції, газет тощо. Розмір цього формату визначений шляхом зменшення вдвічі формату A1 паралельно до його коротшої сторони.

## Використання в Україні

### Газети формату A2
- «Вечірня Одеса»
- «Время»
- «Слобідський край»
- «Луганская правда»
- «Южная правда»
- «Закон і Бізнес»
- "Николаевские новости"